# Lineodes formosalis
Lineodes formosalis là một loài bướm đêm trong họ Crambidae.